# Egyenirányító
Az egyenirányító olyan elektronikus áramkör, amelynek feladata a váltakozó áram (AC) átalakítása egyenárammá (DC). Ez a folyamat az elektrotechnika egyik alapvető művelete, hiszen a váltakozó áramú hálózati táplálás számos esetben nem kompatibilis az elektronikai alkatrészek (pl. integrált áramkörök, félvezető eszközök) egyenfeszültség-igényével. Az egyenirányító működése során a diódák egyirányú áramvezetését kihasználva a bemeneti jel félhullámos vagy teljes hullámos formára korlátozódik, miközben a kimeneten létrejövő lüktető feszültséget szűrőelemekkel simítják.

## Az egyenirányító szerepe
Egyenirányító áramkört leginkább tápegységekben használnak. A tápegységben a tápegység rendeltetésétől függően több helyen is alkalmazhatnak egyenirányító kapcsolást:
- Hálózati feszültség közvetlen egyenirányítása
- Transzformátor által leválasztott és átalakított, hálózati frekvenciájú feszültség egyenirányítására
- Nagyfrekvenciás vagy impulzusfeszültség egyenárammá alakítása (kapcsolóüzemű tápegységek)

## A dióda mint egyenirányító
A legegyszerűbb egyenirányító eszköz a dióda. Régen, elektroncsöves kapcsolásoknál sokszor ezt az egyenirányítási módszert használták a hálózati feszültség egyenirányítására, azonban mára ez a módszer már nem használatos, mivel életvédelmi és biztonsági problémát jelent. Ha régi, elektroncsöves készüléket (különösen televíziót) bontunk meg, számolni kell azzal a veszéllyel, hogy a készülék belső fémrészi hálózati feszültségen vannak!
A hálózati feszültség közvetlen egyenirányítását kapcsolóüzemű tápegységek primer körében is alkalmazzák (Graetz-híd), de ez a primer kör galvanikusan el van választva a rendszer többi részétől. A tápegységek megbontása, javítása szintén veszélyes és körültekintést igénylő feladat.
Az alábbi kapcsolásnál egy diódára kapcsolunk 10 V-os 50 Hz-es szinuszos váltófeszültséget: 
A D1 dióda egy szilíciumdióda, tehát az egyenirányítás mellett 0,7 V feszültségesés is történik. A kapcsoláson mérjük a dióda előtt (Pr1) és a dióda után (Pr2) is a feszültségeket. A kapcsoláson egy tranziens szimulációt végzünk, melynek időtartama 0,1 másodperc.
A felső ábrán jól látható, hogy a dióda a váltóáram egyik félperiódusát engedi csak át. A piros, szaggatott vonal az eredeti váltófeszültséget mutatja, a kék pedig a dióda által vágott feszültséget. Az alsó ábrán a felső ábra felső része látható kinagyítva, itt megfigyelhető a dióda által ejtett feszültség is, jelen esetben ez 0,7 V.
A dióda az adott diódára jellemző feszültséget mindig ejti, függetlenül attól, hogy mekkora feszültséget egyenirányítunk. Ez a feszültség diódától függően 0,5 - 0,8 V körüli. Ebből adódik, hogy nagyon kis feszültséget diódával irányítani gazdaságtalan, továbbá a dióda feszültségénél kisebb feszültséget nem lehet egyenirányítani.

## A hálózati feszültség közvetlen egyenirányítása
Kapcsolóüzemű tápegységeknél nem használnak hálózati transzformátort, itt a hálózati feszültséget közvetlenül egyenirányítják, amelyet egy földfüggetlen, impulzusfeszültséget előállító áramkörbe vezetnek. Ennek az áramkörnek mind a megtáplálása, mind az általa előállított impulzusjel feszültsége nagyfeszültség, így galvanikusan el van választva a készülék többi részétől.
Az impulzusfeszültséget a Tr1 transzformátor transzformálja a megfelelő feszültségértékre, amelyet valamilyen egyenirányító kapcsolás egyenirányít (a képen kétutas egyenirányító). Ezt a nagyfrekvenciás váltófeszültséget sokkal gazdaságosabban és sokkal kisebb méretű transzformátorokkal lehet transzformálni, mint az 50 Hz-es hálózati feszültséget. A transzformátor itt gondoskodik a galvanikus elválasztásról és a földpont kialakításáról is.

## Az egyenirányító kapcsolások összehasonlítása
- fázisáram
- útszám: megmutatja, hogy a tápláló transzformátor szekunder tekercsében egy periódusidő alatt milyen irányban folyik áram (egy- vagy kétutas)
- ütemszám: megmutatja, hogy egy bemenő periódus alatt a kimenő áramnak hány hulláma van.

## Egyenirányító kapcsolások[1]
|                                                    | Egyutas egyenirányító                        | Kétutas egyenirányító                         | Graetz-hidas egyenirányító                    |
| -------------------------------------------------- | -------------------------------------------- | --------------------------------------------- | --------------------------------------------- |
| Áramköri rajz                                      |                                              |                                               |                                               |
| Diagram                                            |                                              |                                               |                                               |
| Kivehető teljesítmény                              | {\displaystyle P_{ki}={\frac {P_{TR}}{3,1}}} | {\displaystyle P_{ki}={\frac {P_{TR}}{1,48}}} | {\displaystyle P_{ki}={\frac {P_{TR}}{1,24}}} |
| Búgófeszültség frekvenciája                        | {\displaystyle f_{b}=f_{TR}}                 | {\displaystyle f_{b}=2f_{TR}}                 | {\displaystyle f_{b}=2f_{TR}}                 |
| Búgófeszültség értéke                              | {\displaystyle {\frac {U_{b}}{U_{ki}}}=1,21} | {\displaystyle {\frac {U_{b}}{U_{ki}}}=0,481} | {\displaystyle {\frac {U_{b}}{U_{ki}}}=0,481} |
| Egy dióda záróirányú feszültségigénybevétele       | {\displaystyle U_{D}=2,4U_{ki}}              | {\displaystyle U_{D}=2,25U_{ki}}              | {\displaystyle U_{D}=1,13U_{ki}}              |
| A transzformátor szekunderáramának effektív értéke | {\displaystyle I_{TR}=1,57I_{ki}}            | {\displaystyle I_{TR}=0,785I_{ki}}            | {\displaystyle I_{TR}=1,11I_{ki}}             |
| Útszám                                             | 1                                            | 2                                             | 1                                             |
| Ütemszám                                           | 1                                            | 2                                             | 2                                             |

### Egyutas együtemű

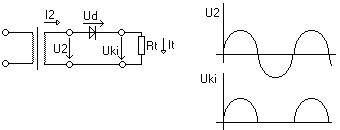

A kapcsolás csak a szinuszjel pozitív (felső) részét engedi át a dióda miatt, ebből ered az együtemű elnevezés.
{\displaystyle U_{ki}=U_{2}-U_{d}}

### Egyutas kétütemű

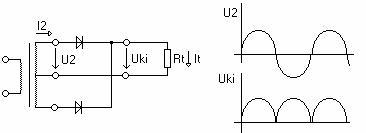

A kapcsolás az elektroncsöves egyenirányítók korában alakult ki. Középkivezetéses, kettős szekunder tekercsű transzformátort igényel.
Működése: a középkivezetéshez képest az egyik félperiódusban az egyik, másik félperiódusban a másik dióda kap nyitóirányú előfeszítést.

### Kétutas kétütemű

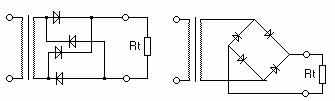

A félvezető egyenirányítók feleslegessé teszik a középkivezetéses transzformátort, mert négy darab diódával olyan hídkapcsolás hozható létre, mely mindkét félperiódusban a terhelésen azonos áramirányt biztosít. A hídkapcsolású egyenirányítók egyedi diódákból is kialakíthatók, de gyártanak komplett hidakat is.
- Az egyenirányítók kimenő feszültsége

Az egyenirányítók kimenetén lüktető egyenfeszültség jelenik meg, a fogyasztón e feszültség átlagértéke végez munkát, ez integrálszámítással határozható meg.

### Kétütemű egyenirányítók
Mivel mindkét félperiódusban van egy hullám, az átlagérték kétszerese az együteműnek. Az egyenirányított feszültség egy egyenfeszültségű összetevőből, valamint egy váltakozó összetevő szuperpozíciója, e váltakozó összetevő 100 Hz frekvenciájú. Ez a lüktetés csak kevés esetben viselhető el, mert a tápfeszültség ingadozását eredményezi. Ezt a lüktetést, mivel hallható, „búgófeszültségnek” nevezik.
- A búgófeszültség csökkentése

Az egyenirányító kimenetére kötött nagy kapacitású kondenzátor a csúcsértékére töltődik, és a terhelő áram függvényében csökkenti a kimenő feszültség ingadozását, ezt a kondenzátort „puffer” kondenzátornak nevezik. Kétütemű egyenirányítóknál a búgófeszültség feleakkora.

## Szűrők[1]

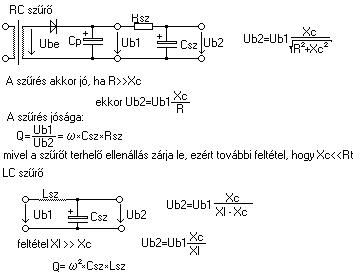

Az egyenirányító kapcsolások önmagukban nem tiszta egyenáramot adnak, hanem csak félbevágják a váltóáramot. Ezt a félbevágott váltóáramot búgófeszültségnek nevezzük. Hogy ebből egyenáram legyen, ezt a búgófeszültséget el kell simítani.

### Szűrés kondenzátorral
A szűrőkondenzátor optimális mérete:
{\displaystyle C_{1}={\frac {U_{b}}{U_{ki}}}{\frac {30I_{ki}}{2\pi f_{b}U_{TR}}}}
A kondenzátor minimális feszültségtűrése:
{\displaystyle U_{C_{1}}={\sqrt {2}}U_{TR}}
Az alábbi diagramon különféle kapacitású kondenzátorokkal lett végezve tranziens analízis:
A szűrő a kimeneten 1 A-rel volt terhelve. 
- szaggatott kék vonal: szűretlen búgófeszültség.
- Zöld vonal: C1 = 1000 μF
- Kék vonal: C1 = 4000 μF
- Piros vonal: C1 = 8000 μF

Az egykondenzátoros szűrés hátránya, hogy nem növelhető a kondenzátor kapacitása bármeddig, mert minél nagyobb kapacitású kondenzátort használunk, annál nagyobb lesz az indulási töltőáram. Ha az indulási töltőáram meghaladja a diódákon átvezethető maximális áramerősséget, akkor a diódák tönkremennek.

### Szűrés RC taggal
Az RC szűrőnél az R1 soros ellenálláson nemcsak a búgófeszültség esik, hanem jelentős lehet az egyenfeszültség esése is. Ezt a szűrőtagot olyan esetben használjuk, ahol a kimeneti egyenáram kicsi, vagy ahol az R1 ellenálláson eső egyenfeszültség csökkenése megengedhető.
{\displaystyle \beta ={\frac {U_{bC_{1}}}{U_{bC_{2}}}}={\frac {1,6}{R_{1}C_{2}}};R(k\Omega ),C(\mu F)}
{\displaystyle U_{bC_{2}}=\beta U_{bC_{1}}}

### Szűrés LC taggal
Az LC szűrőknél a fojtótekercs váltakozófeszültségű összetevőknél nagy ellenállást jelent, az egyenáram részére pedig kis ellenállást, így ezt a szűrőtagot nagy kimeneti áramoknál is használhatjuk.
{\displaystyle \beta ={\frac {U_{bC_{1}}}{U_{bC_{2}}}}={\frac {2,5}{L_{1}C_{2}}};L(H),C(\mu F)}
{\displaystyle U_{bC_{2}}=\beta U_{bC_{1}}}
Az LC szűrőtagnál törekedni kell a rezonancia elkerülésére, ezért az L1 és C elemek értékét úgy kell megválasztanunk, hogy a következő egyenlőtlenség álljon fenn:
{\displaystyle 4\pi f_{LC}<<2\pi f_{TR}}
A búgófeszültség több szűrő láncba kapcsolásával tovább csökkenthető.

## Szimmetrikus egyenirányítók
Szimmetrikus egyenirányításról akkor beszélünk, amikor a váltóáram egyik félperiódusából pozitív, a másik félperiódusából pedig negatív egyenfeszültséget nyerünk ki.

### Kétutas együtemű szimmetrikus egyenirányító
A kapcsolás hasonlít a kétutas egyenirányító kapcsoláshoz. A különbség, hogy az egyik dióda fordított polaritással van bekötve, és a két dióda kimenete nem közösítve van, hanem az egyik ágban a pozitív, a másik ágban pedig a negatív félperiódus van kivezetve.
A diagramon látható, hogy ez a kapcsolás a váltóáram egyik félperiódusát használja ki:

### Szimmetrikus egyenirányító Graetz-híddal
A földpontot a szimmetrikus transzformátor középleágazása adja. A Graetz-híd negatív sarka itt nem a földponthoz csatlakozik, mivel itt ez adja a földponthoz képest a negatív feszültséget.

### Szimmetrikus egyenirányítók búgófeszültség szűrése
A szimmetrikus egyenirányítóknál a búgófeszültség szűrése megegyezik a normál egyenirányítóknál leírtakkal, viszont itt mindkét ágban meg kell valósítani a szükséges szűrőkapcsolást.